# Almaz (1902)
Almaz byl nechráněný křižník ruského carského námořnictva. Fakticky se jednalo o ozbrojenou jachtu. Ve službě byl v letech 1903–1920. V řadách ruského námořnictva se účastnil rusko-japonské války a první světové války. Za světové války byl upraven na nosič hydroplánů. Majitele několikrát vystřídal za ruské občanské války. V letech 1918–1919 byl postupně držen německou a britskou armádou, aby jej nakonec získali bělogvardějci. Byl součástí bělogvardějské námořní eskadry internované několik let v severoafrické Bizertě. Roku 1934 byl sešrotován.

## Stavba

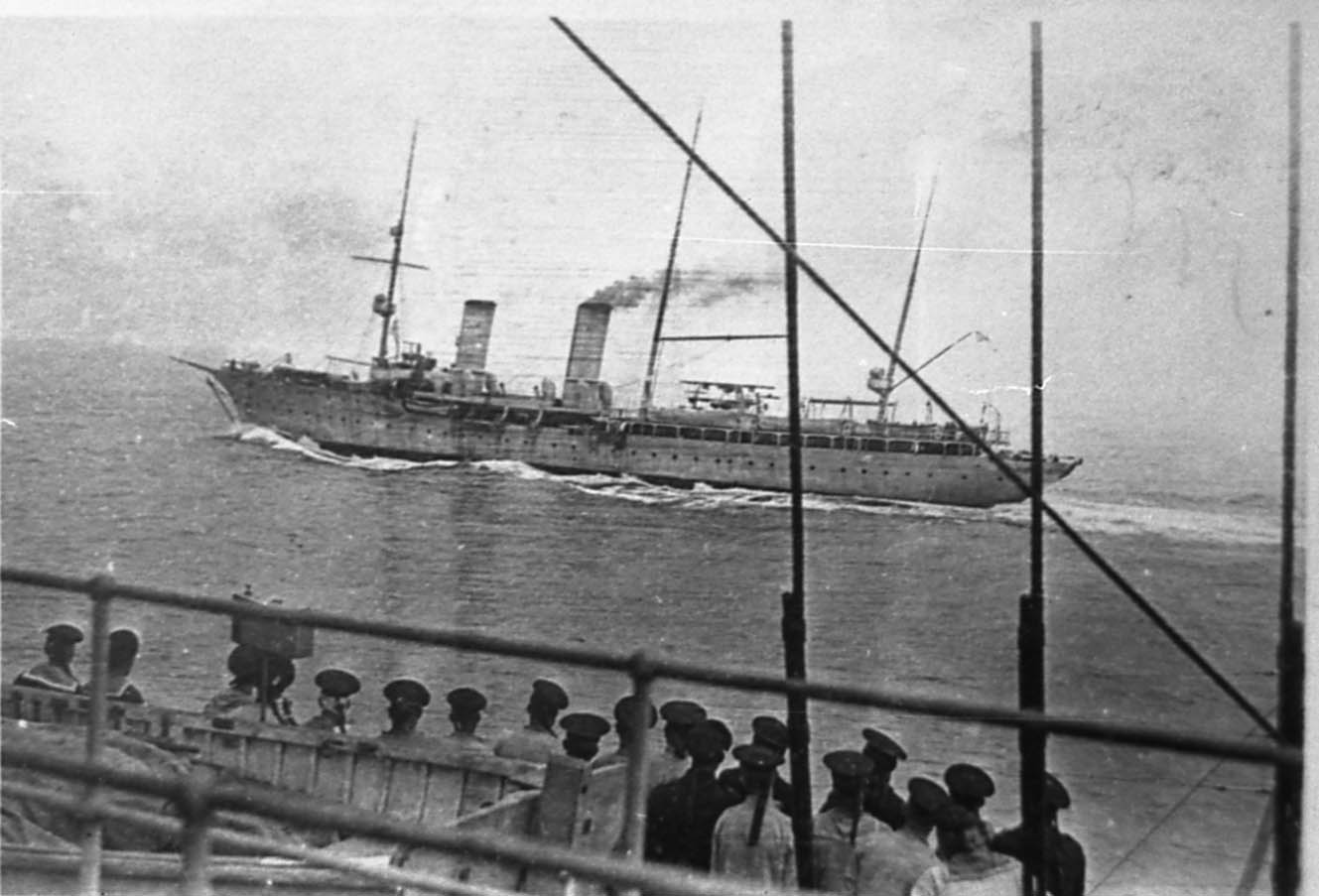
Almaz jako nosič hydroplánů

Křižník postavila ruská loděnice v Petrohradu. Stavba byla zahájena 25. září 1902. Na vodu byl křižník spuštěn 2. června 1903 a do služby byl přijat na konci roku 1903.

## Konstrukce
Křižník nesl čtyři 75mm Canetova děla, osm 47mm kanónů a dva 7,6mm kulomety. Pohonný systém měl výkon 7500 hp. Skládal se ze 16 kotlů Belleville a dvou parních strojů s trojnásobnou expanzí, pohánějících dva lodní šrouby. Nejvyšší rychlost dosahovala 19 uzlů. Dosah byl 3350 námořních mil při rychlosti 10 uzlů.

### Modernizace
V roce 1915 byl Almaz upraven na nosič hydroplánů. Novou výzbroj tvořilo sedm 120mm kanónů a čtyři 75mm kanóny. Celkem byly neseny čtyři hydroplány.

## Osudy

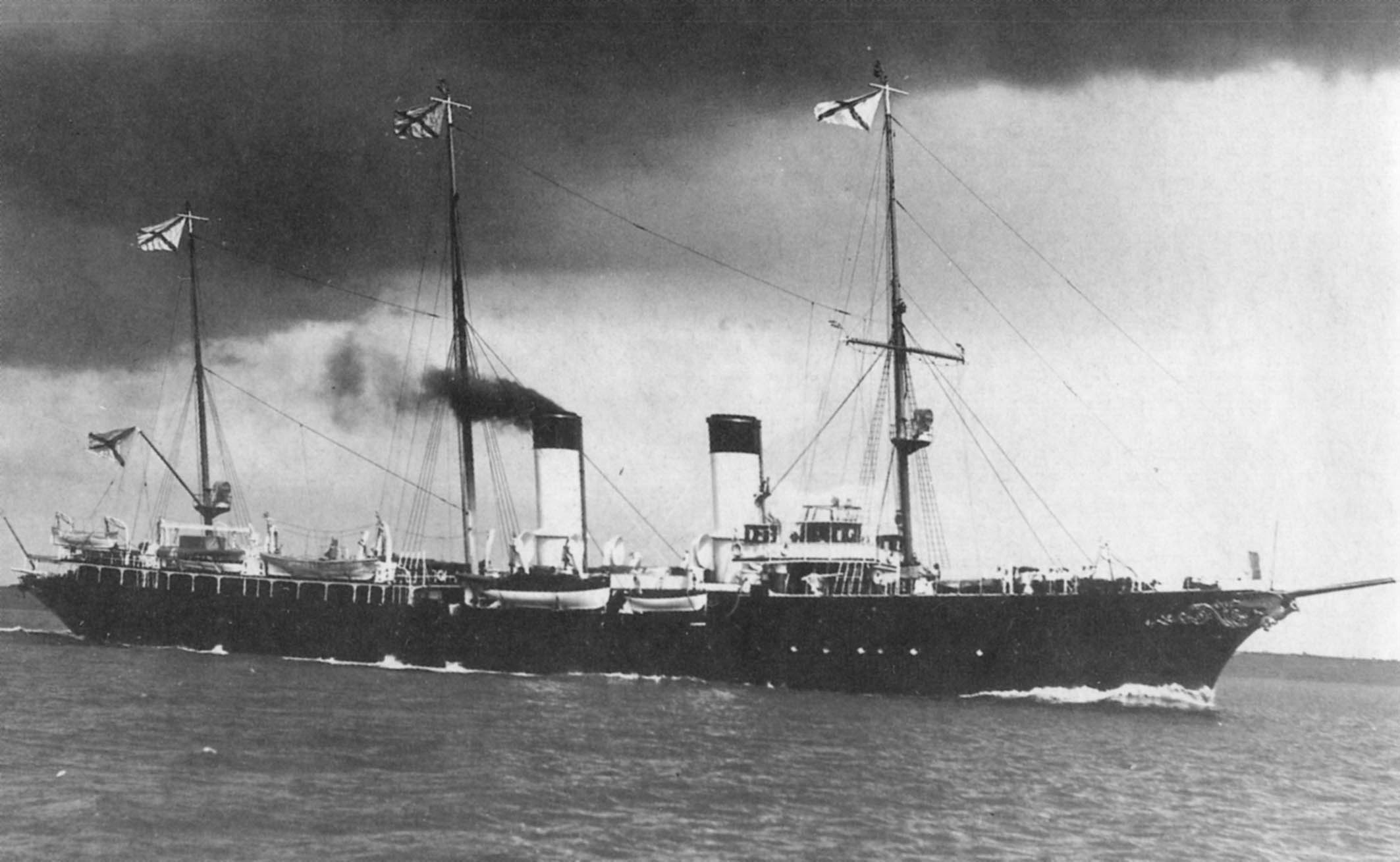
Almaz

Křižník Almaz bojoval v rusko-japonské válce. V květnu 1905 byl součástí ruské eskadry rozdrcené japonským námořnictvem v bitvě u Cušimy. Pouze jemu a dvěma ruským torpédoborcům se navíc po bitvě podařilo uniknout do Vladivostoku.
Nějaký čas byl využíván jako carská jachta. Od roku 1911 byl součástí Černomořského loďstva. Ve službě byl rovněž za první světové války, přičemž od roku 1916 sloužil jako nosič hydroplánů. Přelom znamenala ruská porážka v první světové válce a vypuknutí občanské války. V květnu 1918 křižník ukořistili Němci, po německé kapitulaci jej v listopadu 1918 převzali Britové a později jej předali Bělogvardějcům. Stal se součástí bělogvardějské námořní eskadry. Po vítězství bolševiků v občanské válce byla eskadra evakuována a v prosinci 1920 internována v severoafrické Bizertě, tehdy součásti Francie. Sovětskému svazu bylo vlastnictví internovaných plavidel přiznáno roku 1924. Almaz byl ve špatném technickém stavu a do služby se nevrátil. V roce 1934 byl sešrotován.